# Rio Cobia
O Rio Cobia é um rio da Romênia, afluente do Potopu, localizado no distrito de Dâmboviţa.